# Fiodor Chtcherbatskoï
Fiodor Ippolitovitch Chtcherbatskoï (en russe : Фёдор Ипполи́тович Щербатско́й) est un indianiste et russe né le 11 septembre 1866 à Kielce et mort le 18 mars 1942 à Borovoye,, dans le nord de l'actuel Kazakhstan. Souvent cité sous le nom de Theodore Stcherbatsky, il a joué un rôle important dans l'étude universitaire du bouddhisme et de la philosophie bouddhiste dans la première moitié du XXe siècle en Occident.

## Biographie

### Formation et voyages
Chtcherbatskoï est né en 1884 à Kielce (Pologne actuelle), qui faisait alors partie de l'Empire russe, dans une famille aristocratique de militaires russes,. Il a étudié au prestigieux lycée de Tsarskoïe Selo, à une vingtaine de kilomètres de Saint-Pétersbourg, dont il sort diplômé en 1884, puis à la faculté de philologie historique de l'Université de Saint-Pétersbourg, où il a eu pour professeurs les indianistes Ivan Minayeff et Sergueî Oldenburg. Il étudie aussi les langues germaniques et les langues slaves ainsi que l'histoire. Son travail de fin d'études porte la question des laryngales dans les langues indo-européennes. 
Diplômé en 1889, il est envoyé pour plusieurs années à Vienne où Il étudie auprès de Georg Bühler (qui a lui-même beaucoup travaillé directement avec des pandits) la poésie indienne, mais aussi des traités (shastra (en)) dans les domaines du droit, de la grammaire et de la théorie poétique. Il prend alors conscience de l'importance des méthodes traditionnelles indiennes d'exégèse. Il décide alors de se consacrer entièrement à l'indologie. Il rentre quelque temps en Russie et fonde avec Oldenburg, en 1897, la Bibliotheca Buddhica, une collection de textes bouddhiques rares. En 1898, il repart, cette fois à Bonn, suivre les cours de philosophie bouddhiste donnés par Hermann Jacobi.  
Il entreprend ensuite un long voyage en Mongolie, au cours duquel il a transmis des messages entre le XIIIe Dalaï Lamal et le moine bouddhiste russe Agvan Dorijev — qu'il a également soutenu dans son projet de fondation d'un temple bouddhiste à Saint-Pétersbourg. Son soutien à la Révolution russe et l'amitié de son maître S. Oldenburg avec Lénine le mirent à l'abri des persécutions. Il poursuivit son activité scientifique durant la période soviétique.

### Carrière et œuvre
En 1900, il est de retour à Saint-Pétersbourg, où il va enseigner le sanskrit, le pali et le tibétain et la littérature indienne à l'Université de cette ville jusqu'en 1941, et va créer autour de lui une importante école de bouddhologues et d'orientalistes; il fut aussi directeur de l'Institut d'études orientales de l'académie des sciences de Russie. Chtcherbatskoï publie en 1903 à Saint-Pétersbourg le premier volume de sa Théorie de la connaissance et de la logique de la doctrine du bouddhisme tardif (en russe), qui porte essentiellement sur Dharmakiriti ; le second volume, consacré à la perception et à la déduction, paraît en 1909. En 1928, il crée l'Institut de la culture bouddhiste à Léningrad. Son livre en anglais The Conception of Buddhist Nirvana (Léningrad, 1927), écrit en réaction à l'ouvrage Nirvana (1925) de Louis de La Vallée-Poussin, fit une autre œuvre majeure. Suivit son principal ouvrage, en anglais, Buddhist Logic (2 vol., 1930–32), qui a exercé une immense influence sur les études bouddhistes. On lui doit aussi La théorie de l'âme des bouddhistes (1920) et La conception centrale du bouddhisme et la signification du mot Dharma (1923).
En 1941, Chtcherbatskoï est évacué de Léningrad vers le Kazakhstan. Il meurt le 18 mars 1942 dans la station thermale de Bourabay, dans le nord de l'actuel Kazakhstan.

## Reconnaissance
Bien qu'il soit demeuré relativement peu connu dans son propre pays, son extraordinaire aisance en sanskrit et en tibétain lui ont valu l'admiration de Nehru et de Tagore. Si l'on en croit le philosophe marxiste indien Debiprasad Chattopadhyaya (en), « Stcherbatsky nous a aidés — nous les Indiens — à découvrir notre propre passé et à replacer dans sa juste perspective notre propre héritage philosophique. » L'édition 2004 de l’Encyclopædia Britannica qualifie Stcherbatsky[Où ?] de « principale autorité occidentale sur la philosophie bouddhiste ».  Quant au grand indianiste et spécialiste de la langue pali, A. K. Warder (en), il lui a rendu un hommage appuyé:

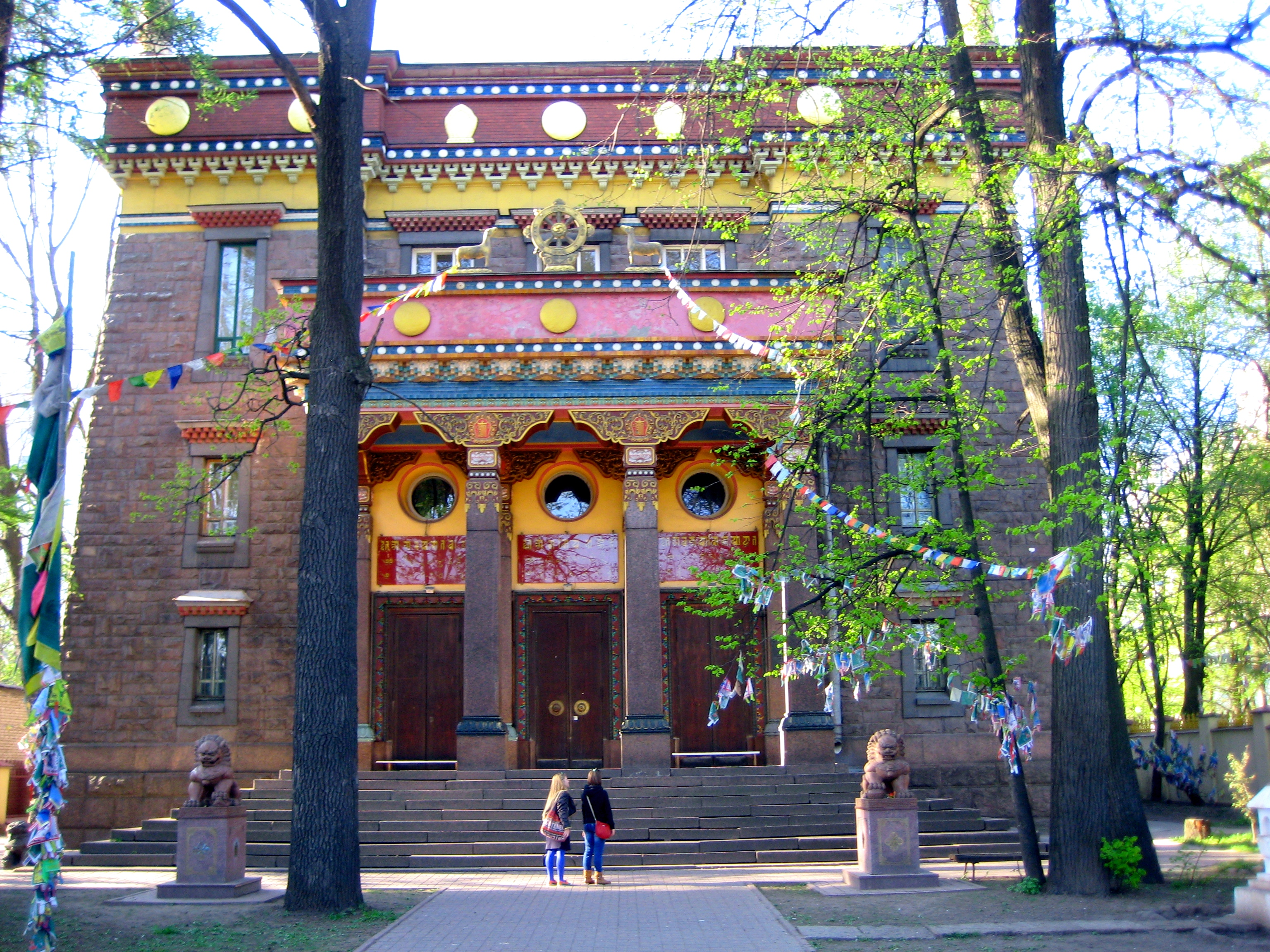
Le temple bouddhiste de Saint-Pétersbourg, dont Fiodor Chtcherbatskoï a soutenu le projet.

« Dans la discipline sévère, précise et complexe des études bouddhistes, les seules autorités sont les textes anciens en pali et en sanskrit, mais le meilleur guide en langue moderne a été Th. Stcherbatsky (F.I. Shcherbatskoy), un véritable bodhisattva qui nous a montré comment comprendre ces autorités. Bien qu'il ait travaillé sur les textes sanskrits (selon les écoles d'interprétation tibétaine et mongole), sa méthode et ses conclusions de base sont tout aussi valables pour les textes pali (et les écoles ceylanaise et birmane) (...). »